# 칠레인
칠레인(-人)은 칠레 국적을 가진 사람들을 지칭하며, 지역의 원주민과 다른 지역의 장기 이민자들을 총칭한다. 대부분 아메리카 원주민 또는 스페인인으로 구성되어 있으며, 19세기에서 20세기 사이 유럽의 이민자들이 늘어남에 따라 유럽계 백인의 비중이 늘어났다.